# Vyzáření neutronu
Vyzáření neutronu je druh radioaktivní přeměny, při němž dojde k vyzáření neutronu z jádra atomu, čímž se protonové číslo nezmění, zatímco neutronové a nukleonové číslo se sníží o 1.

## Výskyt
K této přeměně dochází často u excitovaných nuklidů, obecně pak u těch s velkým přebytkem neutronů.
Neutron se také může uvolnit z jádra společně s jinými produkty při spontánním štěpení, příkladem takového nuklidu je kalifornium-252 (96,9 % alfa rozpad, 3,1 % spontánní štěpení) Silný proud neutronů z jader tohoto nuklidu se používá k zahájení řetězové reakce v reaktorech jaderných elektráren.

## Příklady
- Přeměna vodíku-6 na vodík-5:

 6
1 H →  5
1 H +  1
0 n.
- Přeměna kalifornia-252:

 252
98 Cf →  251
98 Cf +  1
0 n.